# Lista așilor aviației japoneze din cel de-al Doilea Război Mondial
Aceasta este lista așilor Forțelor Armate Japoneze din cel de-al Doilea Război Mondial

## A
| Nume                          | Victorii aeriene | Distincții | Note |
| ----------------------------- | ---------------- | ---------- | --- |
| Kenichi Abe                   | 10               |            | Marina Imperială Japoneză; a supraviețuit războiului.                                                                     |
| Takahide Aioi                 | 10               |            | Marina Imperială Japoneză; Cinci victorii le-a repurtat în Al Doilea Război Chino-Japonez; a supraviețuit războiului.     |
| Sadaaki Akamatsu              | 27               |            | Marina Imperială Japoneză; Unsprezece victorii le-a repurtat în Al Doilea Război Chino-Japonez; a supraviețuit războiului |
| Satoru Anabuki                | 39               |            | Aviația Imperială Japoneză; a supraviețuit războiului                                                                     |
| Katsumi Anma (安間 克巳)      | 27               |            | Aviația Imperială Japoneză, Ucis în luptă 8 aprilie 1942                                                                  |
| Yoshitugu Aramaki (荒蒔 義次) | 5                |            | Aviația Imperială Japoneză                                                                                                |
| Yoshisuke Arita (有田 義助)   | 5                |            | Marina Imperială Japoneză                                                                                                 |
| Mitsuzo Asai                  | 7                |            | Aviația Imperială Japoneză                                                                                                |
| Jiro Asano (浅野 二郎)        | 10               |            | Aviația Imperială Japoneză                                                                                                |
| Tomita Atake (阿武 富太)      | 10               |            | Marina Imperială Japoneză                                                                                                 |

## B
| Nume                    | Victorii aeriene | Distincții | Note                                                      |
| ----------------------- | ---------------- | ---------- | --------------------------------------------------------- |
| Takeo Banno (阪野 隆雄) | 10               |            | Marina Imperială Japoneză, Ucis în luptă 7 octombrie 1943 |
| Kisaji Beppu            | 5                |            | Aviația Imperială Japoneză                                |

## C
- Jirō Chōno

## E
| Nume                     | Victorii aeriene | Distincții | Note                                                       |
| ------------------------ | ---------------- | ---------- | ---------------------------------------------------------- |
| Yuichi Ema (江馬 友一)   | 6                |            | Marina Imperială Japoneză, Ucis în luptă 29 octombrie 1944 |
| Masuaki Endo (遠藤 桝秋) | 14               |            | Marina Imperială Japoneză, Ucis în luptă 7 iunie 1943      |
| Sachio Endo (遠藤 幸男)  | 8                |            | Marina Imperială Japoneză, Ucis în luptă 14 ianuarie 1945  |
| Toyoki Eto (江藤 豊樹)   | 10               |            | Aviația Imperială Japoneză                                 |

## F
| Nume                           | Victorii aeriene | Distincții | Note                                                       |
| ------------------------------ | ---------------- | ---------- | ---------------------------------------------------------- |
| Iyozo Fujita (藤田怡与蔵)      | 11               |            | Marina Imperială Japoneză                                  |
| Kihei Fujiwara (藤原 喜平)     | 5                |            | Marina Imperială Japoneză                                  |
| Sumio Fukuda (福田 澄夫)       | 11               |            | Marina Imperială Japoneză, Ucis în luptă 24 octombrie 1944 |
| Yoshio Fukui                   | 9                |            | Marina Imperială Japoneză                                  |
| Shigeo Fukumoto (福本 繁夫)    | 72               |            | Marina Imperială Japoneză                                  |
| Yonesuke Fukuyama              | 7                |            | Aviația Imperială Japoneză                                 |
| Goro Furugori (古郡 吾郎)      | 25 +             |            | Aviația Imperială Japoneză, Ucis în luptă 3 noiembrie 1944 |
| Haruyoshi Furukawa (古河 春義) | 5 +              |            | Aviația Imperială Japoneză                                 |

## G
| Nume          | Victorii aeriene | Distincții | Note                                                       |
| ------------- | ---------------- | ---------- | ---------------------------------------------------------- |
| Hiroshi Gomi  | 7                |            | Aviația Imperială Japoneză                                 |
| Kurakazu Goto | 8                |            | Marina Imperială Japoneză, Ucis în luptă 9 septembrie 1943 |

## H
| Nume                              | Victorii aeriene | Distincții | Note                                                       |
| --------------------------------- | ---------------- | ---------- | ---------------------------------------------------------- |
| Matsuo Hagiri (羽切 松雄)         | 13               |            | Marina Imperială Japoneză                                  |
| Tomio Hanada (花田 富男)          | 25               |            | Aviația Imperială Japoneză                                 |
| Watari Handa                      | 7                |            | Marina Imperială Japoneză                                  |
| Iwataro Hazawa (羽沢 岩太郎)      | 15               |            | Aviația Imperială Japoneză, Ucis în luptă 14 ianuarie 1945 |
| Kaname Harada (原田要)            | 9                |            | Marina Imperială Japoneză                                  |
| Kichigoro Haraguchi (原口 吉五郎) | 24               |            | Aviația Imperială Japoneză                                 |
| Yoshiro Hashiguchi (橋口 嘉郎)    | 10               |            | Marina Imperială Japoneză, Ucis în luptă 25 octombrie 1944 |
| Kazuo Hattori (服部 一夫)         | 10               |            | Marina Imperială Japoneză, Ucis în luptă 10 martie 1944    |
| Sakuji Hayashi (林 作次)          | 6                |            | Marina Imperială Japoneză, Ucis în luptă 28 mai 1945       |
| Takeomi Hayashi (林 武臣)         | 7                |            | Aviația Imperială Japoneză                                 |
| Yoshishige Hayashi (林 喜重)      | 5                |            | Marina Imperială Japoneză, Ucis în luptă 21 aprilie 1945   |
| Nobuji Negishi (根岸 延次)        | 6                |            | Aviația Imperială Japoneză                                 |
| Hatsuo Hidaka                     | 6                |            | Marina Imperială Japoneză                                  |
| Yoshimi Hidaka (日高 義巳)        | 20               |            | Marina Imperială Japoneză                                  |
| Ichiro Higashiyama (東山 市郎)    | 9                |            | Marina Imperială Japoneză                                  |
| Yohei Hinoki (ja:檜與平)          | 12               |            | Aviația Imperială Japoneză                                 |
| Tomio Hirohata (広畑 富男)        | 14               |            | Aviația Imperială Japoneză, 22 aprilie 1945                |
| Yoshio Hirose (広瀬 吉雄)         | 7                |            | Aviația Imperială Japoneză, 22 decembrie 1944              |
| Minoru Honda (本田 稔)            | 17               |            | Marina Imperială Japoneză                                  |
| Toshiaki Honda (本田 敏秋)        | 5 +              |            | Marina Imperială Japoneză, 13 mai 1942                     |
| Mitsuo Hori (堀 光雄)             | 11               |            | Marina Imperială Japoneză                                  |
| Isamu Hosono (:ja:細野 勇)        | 26               |            | Aviația Imperială Japoneză, 6 octombrie 1943               |

## I
| Nume                                | Victorii aeriene | Distincții | Note                       |
| ----------------------------------- | ---------------- | ---------- | -------------------------- |
| Chuichi Ichikawa (:ja:市川 忠一)    | 10 +             |            | Aviația Imperială Japoneză |
| Matao Ichioka (:ja:市岡 又夫)       | 11               |            | Marina Imperială Japoneză  |
| Fusata Iida (:ja:飯田 房太)         | 7                |            | Marina Imperială Japoneză  |
| Masao Iizuka (:ja:飯塚 雅夫)        | 8                |            | Marina Imperială Japoneză  |
| Shigeo Iizuka ?                     |                  |            |                            |
| Tomesaku Igarashi (:ja:五十嵐 留作) | 16               |            | Aviația Imperială Japoneză |
| Fumisuke Ikuno (:ja:生野 文介)      | 6                |            | Aviația Imperială Japoneză |
| Hideaki Inayama (:ja:稲山 英明)     | 5 +              |            | Aviația Imperială Japoneză |
| Misao Inoue (:ja:井上 操)           | 16               |            | Aviația Imperială Japoneză |
| Teigo Ishida ? (:ja:石田 真吾)      | 9                |            | Marina Imperială Japoneză  |
| Susumu Ishihara (:ja:石原 進)       | 16               |            | Marina Imperială Japoneză  |
| Shizuo Ishii (:ja:石井 静夫)        | 29               |            | Marina Imperială Japoneză  |
| Isamu Ishii (:ja:石井 勇)           | 10               |            | Marina Imperială Japoneză  |
| Seiji Ishikawa (:ja:石川 清治)      | 5                |            | Marina Imperială Japoneză  |
| Tadashi Ishikawa (:ja:石川 正)      | 5                |            | Aviația Imperială Japoneză |
| Kanshi Ishikawa (:ja:石川 寛志)     | 19               |            | Aviația Imperială Japoneză |
| Chitoshi Isozaki                    | 12               |            | Aviația Imperială Japoneză |
| Kiyoshi Ito (:ja:伊藤 清)           | 17               |            | Marina Imperială Japoneză  |
| Fujitaro Ito (:ja:伊藤 藤太郎)      | 13 +             |            | Aviația Imperială Japoneză |
| Naoyuki Ito (:ja:伊藤 直之)         | 8                |            | Aviația Imperială Japoneză |
| Susumu Ito                          | 5                |            | Marina Imperială Japoneză  |
| Tsutomu Iwai (:ja:岩井 勉)          | 11               |            | Marina Imperială Japoneză  |
| Yoshio Iwaki (:ja:岩城 芳雄)        | 8                |            | Marina Imperială Japoneză  |
| Tetsuzo Iwamoto                     | 80 +             |            | Marina Imperială Japoneză  |
| Hideo Izumi (:ja:和泉 秀雄)         | 9                |            | Marina Imperială Japoneză  |

## J
| Nume                         | Victorii aeriene | Distincții | Note |
| ---------------------------- | ---------------- | ---------- | ---- |
| Ryotaro Jobo (ja:上坊良太郎) | 30               |            |      |

## K
- Susumu Kajinami (Ucis în luptă 7/08/44)
- Enji Kakimoto
- Morichiki Kamae
- Teizo Kamemaru
- Keishu Kamihara
- Sumi Kamito (Ucis în luptă 4?02/45)
- Moritsugu Kanai
- Teizo Kanamaru
- Takeo Kanamaru (Ucis în luptă 29/11/44)
- Nobuo Kanazawa
- Masao Kanbara
- Saiji Kanda
- Masashi Kaneko
- Tadashi Kaneko
- Naoshi Kanno (ja:菅野直)
- Tomkazu Kasai
- Isamu Kashiide (ja:樫出勇)
- Shirotaro Kashima
- Kanichi Kashimura
- Katsue Kato
- Kenji Kato
- Kunimichi Kato
- Tateo Katō (:ja:加藤建夫)
- Kiyomi Katsuki
- Kosuke Kawahara
- Akira Kawakita
- Koki Kawamoto
- Masajiro Kawamoto
- Masajiro Kawato
- Tetsuo Kikuchi
- Takaji Kimura
- Sadamitsu Kimura
- Katsuaki Kira
- Saburo Kitahata
- Teruhiko Kobayashi
- Hohei Kobayashi
- Yoshinao Kodaira
- Sada Koga
- Kiyoto Koga
- Fujikazu Koizumi
- Shizuo Kojima
- Takeichi Kokubun (Ucis în luptă 28/06/44)
- Sadamu Komachi
- Masaichi Kondō
- Kensui Kono
- Kotaro Koyae
- Osamu Kudō
- Shigetoshi Kudo
- Juzo Kuramoto
- Shiro Kuratori
- Yasuhiko Kuroe (ja:黒江保彦)
- Toshio Kuroiwa
- Tameyoshi Kuroki
- Seiichi Kurosawa (Ucis în luptă 9/06/45)
- Yoshiro Kuwabara

## M
- Hideo Maeda
- Koichi Magara
- Akio Matsuba
- Jiro Matsuda
- Masao Masuyama
- Morio Matsui (Ucis în luptă 18/05/44)
- Susumu Matsuki
- Momoto Matsumura
- Hidenori Matsunaga
- Eitoku Matsunaga
- Hidenori Matsunaga (Ucis în luptă 23/4/45)
- Kagemitsu Matsuo
- Toshio Matsuura
- Yoshimi Minami
- Yoshijiro Minegishi
- Masoa Miyamaru
- Goro Miyamoto
- Zenjiro Miyano
- Masahiro Mitsuda
- Kazunori Miyabe
- Hideo Miyabe
- Isamu Miyazaki (Ucis în luptă 4/09/44)
- Gitaro Miyazaki
- Isamu Mochizuki
- Mitsugu Mori
- Hideo Morinio
- Yutaka Morioka (Ucis în luptă 25/12/44)
- Toyoo Moriura
- Noboru Mune (Ucis în luptă 13/04/45)
- Kazuo Muranaka
- Kaneyoshi "Kinsuke" Muto (ja:武藤金義)

## N
- Kiichi Nagano
- Yoshimitsu Naka (Ucis în luptă 419/08/44)
- Yoshihiko Nakada
- Kenji Nakagawa
- Tadashi Nakajima (75)
- Bunkichi Nakajima
- Kunimori Nakakariya
- Wataru Nakamichi
- Saburo Nakamura (Ucis în luptă 3/02/44)
- Yoshio Nakamura
- Matsumi Nakano
- Katsujiro Nakano
- Tomoji Nakano
- Masayuki Nakase (Ucis în luptă 1/01/45)
- Yoshiichi Nakaya
- Shigeru Nakazaki
- Kiyoshi Namai
- Mochifumi Nangō
- Shigeo Nango
- Yashiro Nashiguchi
- Nobuji Negishi (Ucis în luptă 22/04/45)
- ? Nishikyo
- Hannoshin Nishio
- Shigetsune Nishioka
- Masaharu Nishiwaki (Ucis în luptă 8/12/44)
- Hiroyoshi Nishizawa (西沢広義) (103)
- Yoshinori Noguchi
- Takeshi Noguchi
- Akiyoshi Nomura

## O
- Tsutae Obara
- Kiichi (Ki-ichi) Oda
- Noritsura Odaka
- Yojiro Ofusa
- Koichi Ogata (Ucis în luptă 8/08/44)
- Naoyuki Ogata
- Makoto Ogawa
- Nobuo Ogiya (ja:荻谷信男)
- Mitsuo Ogura
- Ryoji Ohara
- Hideo Oishi
- Yoshio Oishi (Ucis în luptă 12/12/44)
- Kenji Okabe
- Takashi Okamoto
- Juzo Okamoto
- Hiroshi Okano
- Yoshio Oki (4/05/45)
- Misao Okubu
- Takeo Okumura (奥村武雄)
- Shokichi Omori
- Shigetaka Ōmori
- Hiroshi Onazaki (6/09/45)
- Akira Onozaki
- Megumu Ono
- Satoru Ono
- Takeyoshi Ono
- Takashi Oshibuchi
- Toshio Ota (Devil of Rabaul) (太田敏夫)
- Kyushiro Otake
- Nakakazu Ozaki (ja:尾崎中和)
- Yukiharu Ozeki

## R
| Nume           | Victorii aeriene | Distincții | Note |
| -------------- | ---------------- | ---------- | ---- |
| Shinobu RERADA |                  |            |      |

## S
- Shogo Saito (Ucis în luptă 21/09/44)
- Chiyoshi Saito
- Saburo Saito
- Toshio Sakagawa
- Saburō Sakai
- Iori Sakai
- Takao Sakano
- Junichi Sasai (ja:笹井醇一)
- Tomokazu Sasai
- Yoshiichi Sasaki
- Isamu Sasaki
- Masao Sasakibara
- Hitoshi Sato
- Gonnoshin Sato (Ucis în luptă 11/04/45)
- Mitsugu Sawada
- Eiji Seino
- Hiroshi Sekiguchi
- Kiyoshi Sekiya (Ucis în luptă 9/07/44)
- Hiroshi Shibagaki
- Rikio (Rikia) Shibata
- Sekizen Shibayama
- Shigeru Shibukawa
- Yoshio Shiga
- Masami Shiga
- Yasuhiro Shigematsu
- Katsuma Shigemi
- Kenji Shimada
- Masaaki Shimakawa
- Kiyoshi Shimizu (Ucis în luptă 26/01/45)
- Kazuo Shimizu
- Takeshi Shimizu
- Yukio Shimokawa
- Hiromichi Shinohara (ja:篠原弘道)
- Toshio Shiozura
- Yoshijiro Shirahama
- Nagao Shirai
- Toshihisa Shirakawa
- Ayao Shirane
- Naoharu Shiromoto
- Hironojo Shishimoto
- Tadashi Shono
- Tokuya Sudo
- Toshiyuki Sueda
- Kazuo Sugino (ja:杉野計雄)
- Shigeo Sugio
- Shoichi Sugita (ja:杉田庄一)
- Teruo Sugiyama
- Motonari Suho
- Tadao Sumi
- Goichi Sumino
- Minoru Suzuki
- Hiroshi Suzuki
- Kiyonobu Suzuki

## T
- Shigeru Takahashi
- Kenichi Takahashi
- Katsutaro Takahashi
- Takeo Takahashi
- Kaoru Takaiwa
- Keiji Takamiya (Ucis în luptă 5/08/44)
- Toraichi Takatsuka
- Shogo Takeuchi
- Hiroshi Takiguchi (Ucis în luptă 8/09/44)
- Kuniyoshi Tanaka
- Minpo Tanaka
- Jiro Tanaka
- Shinsaku Tanaka
- Masao Taniguchi
- Takeo Tanimizu (谷水竹雄)
- Mitsuyoshi Tarui(Ucis în luptă 6/02/45)
- Tadao Tashiro
- Nobuo Tokushige
- Yoshihisa Tokuji
- Kosuke Tsubone
- Ko Tsuchiya
- Kazuo Tsunoda

## U
| Nume                             | Victorii aeriene | Distincții | Note                             |
| -------------------------------- | ---------------- | ---------- | -------------------------------- |
| Minoru UCHIDA                    | 10               |            |                                  |
| Sadao UEHARA                     | 13               |            |                                  |
| Kazushi 'Popo' UTO (ja:羽藤一志) | 19               |            | Ucis în luptă 13 septembrie 1942 |

## W
| Nume                              | Victorii aeriene | Distincții | Note                            |
| --------------------------------- | ---------------- | ---------- | ------------------------------- |
| Yoshio WAJIMA                     | 11               |            | Ucis în luptă 23 februarie 1944 |
| Yukiyoshi WAKAMATSU (ja:若松幸禧) | 20               |            | Ucis în luptă 18 decembrie 1944 |
| Hideo WATANABE                    | 16               |            |                                 |
| WATANABE                          | 6                |            |                                 |

## Y
| Nume                      | Victorii aeriene | Distincții | Note                            |
| ------------------------- | ---------------- | ---------- | ------------------------------- |
| Bunichi YAMAGUCHI         | 19               |            |                                 |
| Sadao YAMAGUCHI           | 12               |            | Ucis în luptă 4 iulie 1944      |
| Fumikazu YAMAGUSHI        | 19               |            |                                 |
| Akira Yamamoto            | 12               |            | Ucis în luptă 24 noiembrie 1944 |
| Ichirō Yamamoto           | 11               |            | Ucis în luptă 19 ianuarie 1944  |
| Tomezo YAMAMOTO           | 11               |            | Ucis în luptă 24 iunie 1944     |
| Tadao YAMANAKA            | 9                |            |                                 |
| Koshiro YAMASHITA         |                  |            |                                 |
| Sahei YAMASHITA           | 13               |            | Ucis în luptă 9 februarie 1943  |
| Mitsuo YAMATO             | 8                |            |                                 |
| Ichirobei YAMAZAKI        | 14               |            | Ucis în luptă 4 iulie 1943      |
| Kenji YANAGIYA            | 8                |            |                                 |
| Shigeru YANO              | 8                |            | Ucis în luptă 17 aprilie 1942   |
| Kozaburo YASUI            | 11               |            | Ucis în luptă 19 iunie 1944     |
| Tamotsu YOKOYAMA (横山保) | 5                |            |                                 |
| Shokichi YONEKAWA         |                  |            |                                 |
| Tadayoshi YONEKAWA        | 6                |            | KIFA                            |
| Katsuyoshi YOSHIDA        | 10               |            |                                 |
| Mototsuna YOSHIDA         | 14               |            | Ucis în luptă 7 august 1942     |
| Yoshio Yoshida            | 7                |            |                                 |
| Hiroji YOSHIHARA          | 8                |            |                                 |
| Keisaku YOSHIMURA         | 10               |            | Ucis în luptă 25 octombrie 1942 |
| Satoshi YOSHINO           | 15               |            | Ucis în luptă 9 iunie 1942      |
| Yoshitaro YOSHIOKA        | 6                |            |                                 |
| Tokushige YOSHIZAWA       | 9                |            | Ucis în luptă 6 ianuarie 1945   |
| Yoshito YASUDA            |                  |            |                                 |
| Kozaburo YASUI            |                  |            |                                 |